# 張國祥 (萬曆進士)
張國祥（1576年—1620年），字伯善，號徵吾、居白，陝西西安府右护卫軍籍臨潼縣人，明朝政治人物。

## 生平
張國祥是萬曆二十二年（1594年）甲午科舉人，三十五年（1607年）成進士，獲授行人，考選禮科給事中，轉都察院御史，與楊漣等人同心持正，每次上諫都流傳民間；他也潛心理學，期許學習聖賢，四十五歲去世，有《梧垣奏稿》流傳。

## 家族
曾祖张克佑。祖父张世宰。父张汝孝。母常氏，継母王氏。严侍下。兄國禎、國祚、國裕、國祜、國祺、國禧。
張國祥的姪子張志尹是順治九年進士、廣東道御史巡鹽兩浙；張正誼是順治十五年進士、棲霞知縣；兒子張泗源是康熙六年進士，高平知縣，都有能聲，一門登仕成為佳話。

## 引用
1. ↑  《万历三十五年丁未科进士履历便览》：张国祥，居白，诗四房，丙子二月初三日生，临潼人，甲午乡二十三名，会二百七十一名，三甲七十二名，户部政，丁未八月授行人，己未授礼科给事中，庚申拜户科右，卒。曾祖克佑；祖世宰；父汝番。
2. 1 2  乾隆《臨潼縣志·卷七·人物》：張國祥，前志（云）國祥字伯善，號居白，萬歷進士。授行人，考選禮垣，奉使賜一品服；轉諫院，與楊左諸君子同心持正，以傾否致泰為己任。號鐵擔，每諫草出，天下傳頌，想望丰采；居平潛心理學，以聖賢自期許，卒年四十五，所著有《梧垣奏稿》行世。馮從吾以理學名儒，表其墓曹于忭，撰志銘稱其德崇業廣，幾於萬物一體，二公不輕許可於居白，獨兩相欽重若此，蓋紀其實也。姪志尹壬辰進士，廣東道御史，巡鹽兩浙；正誼戊戌進士，棲霞令；子泗源丁未進士，高平令，皆能其世，其家學一時登仕籍稱盛云。
3. ↑  乾隆《臨潼縣志·卷六·選舉》：（萬曆）二十二年甲午科（舉人） 張國祥 丁未進士